# Amin Maalouf
Amin Maalouf (tiếng Ả Rập: أمين معلوف, sinh năm 1949 ở Beirut) là nhà văn nổi tiếng người Liban viết tiếng Pháp, được trao tặng giải thưởng Goncourt năm 1993, đồng thời cũng là học giả nổi tiếng được coi là đại diện cho thế giới Ả rập, nổi bật qua các nghiên cứu bản sắc và lịch sử Thánh Chiến. Trước khi trở thành nhà văn, nhà tâm lý xã hội và soạn giả kịch bản, ông là nhà báo từng phỏng vấn Indira Gandhi, tường thuật cuộc đảo chính của phe Mác-xít ở Ethiopia và sự kiện cuộc chiến Việt Nam kết thúc năm 1975.
Là con thứ nhì trong gia đình Công giáo ở Liban với người ông từng sang Cuba và Mỹ lập nghiệp rồi về nước mở trường, từ nhỏ Amin đã được gửi vào trường đạo của dòng Tên ở Beruit, tiếp theo là khoa xã hội học tại Đại học Pháp ở Beirut. Ông nối tiếp sự nghiệp báo chí của cha mình năm 22 tuổi và làm chủ tờ nhật báo an-Nahar cho đến ngày nổ ra cuộc nội chiến năm 1975 khiến ông phải bỏ chạy sang Paris tị nạn và đoàn tụ với vợ cùng ba con trai sau đó hai năm.
Từ khi sang Pháp ông bắt đầu phải chuyển sang viết báo bằng tiếng Pháp, đầu quân cho tờ tạp chí Jeune Afrique và tiến dần lên ghế tổng biên tập. Tuy nhiên, nghiệp viết văn đã lôi cuốn Maalouf đến nỗi năm 1985 ông bỏ nghề báo và tập trung cho tác phẩm đầu tay Anh chàng Leo người Phi châu, xây dựng trên câu chuyện có thật của một người khách bộ hành nổi tiếng thời thế kỷ 16, Hassan al-Wazzan hay còn gọi là Leo Africanus. Tác phẩm tiếp theo, Samarkand (1988) đào sâu hơn về quá khứ, tái hiện cuộc đời của Omar Khayyam và vương quốc Rubaiyat thời Ba Tư thế kỷ thứ 11. Các tác phẩm của Amin Maalouf đều trở thành những đầu sách thuộc hàng bán chạy nhất ở Paris, dịch sang 20 thứ tiếng, còn ông được tặng thưởng danh hiệu cao quý trong làng nhà văn Prix Goncourt năm 1993 sau tiểu thuyết thứ năm Mỏm núi Tanios, lấy bối cảnh Liban thế kỷ thứ 19.
Bên cạnh tiểu thuyết, Amin Maalouf còn sáng tác libretto cho vở opera của soạn giả người Phần Lan Kaija Saariaho: L'Amour de Loin, lưu diễn nhiều nước, lấy bối cảnh cuộc Thánh Chiến hồi thế kỷ 12. Sau đó Maalouf vẫn tiếp tục hợp tác với Saariaho trong hai vở opera nữa là Adriana Mater (2003) và La Passion de Simone (2006).
Sự nghiệp nghiên cứu xã hội của ông được Đại học Mỹ ở Beirut công nhận qua việc phong tặng Tiến sĩ danh dự năm 2003, đặc biệt sau hai công trình nghiên cứu kinh điển về Bản sắc (Les Identités meurtrières 1998) và Lịch sử Thánh Chiến (Les Croisades vues par les Arabes 1986).